# Richárd Rapport
Richárd Rapport (nascut el 25 de març de 1996) és un prodigi dels escacs hongarès, que té el títol de Gran Mestre des de març de 2010, quan va esdevenir el cinquè Gran Mestre més jove de la història. El setembre de 2022 va canviar de federació, per representar la de Romania.
A la llista d'Elo de la FIDE de l'abril de 2023, hi tenia un Elo de 2745 punts, cosa que en feia el jugador número 1 (en actiu) de Romania, i el número 13 del rànquing mundial. El seu màxim Elo va ser de 2776 punts, a la llista de l'abril de 2022.

## Biografia
Rapport va néixer a Szombathely, fill de Tamás Rapport i Erzsébet Mórocz, ambdós economistes. Va assolir el títol de Mestre Nacional el 2008, i el de Mestre Internacional l'any següent. El març de 2010, a la Gotth'Art Kupa a Szentgotthárd, va completar la seva darrera norma i els requisits d'Elo per al títol de Gran Mestre. Fou segon al torneig per darrere del seu entrenador Aleksandr Beliavski, i empatat amb Lajos Portisch (un dels millors escaquistes no soviètics de la segona part del segle XX). Així, a l'edat de 13 anys, 11 mesos i 6 dies, va esdevenir el Gran Mestre hongarès més jove de la història (el rècord anterior el tenia l'exaspirant al títol mundial Péter Lékó), i el cinquè Gran Mestre més jove de la història.

## Resultats destacats en competició
El 2012, empatà al primer lloc amb Aleksandr Ipàtov al Campió del món juvenil a Atenes, amb 10/13 punts, però quedà segon per desempat.
El maig de 2013, Rapport empatà al primer lloc al torneig Sigeman & Co amb Nigel Short i Nils Grandelius, i fou primer en els tie-break de desempat, on hi puntuà 4½/7 (+3 −1 =3). El desembre de 2013, guanyà el Campionat d'Europa de semiràpides, i fou quart al Campionat d'Europa de ràpides.
El setembre de 2015 fou cinquè del 22è Festival d'Abu Dhabi amb 7 punts de 9, amb els mateixos punts que Nils Grandelius, Martyn Kravtsiv, Baadur Jobava i Oleksandr Aresxenko però amb el cinquè millor desempat.
El 2017 es proclamà Campió d'Hongria, a Zalakaros. El 2018 fou setè al fort Obert d'escacs de Reykjavík (el campió fou Baskaran Adhiban).

### Participació en olimpíades d'escacs
Rapport ha participat, representant Hongria, en l'Olimpíada d'escacs de 2014 amb un resultat de (+4 =3 –2), per un 61,1% de la puntuació i amb una performance de 2660.

## Partides notables
Rapport vs. GM Lajos Seres; First Saturday 2009 agost GM, Budapest 3 d'agost de 2009, Rnd 3, ECO: A89 

1. Cf3 f5 2. g3 Cf6 3. Ag2 g6 4. 0-0 Ag7 5. c4 0-0 6. d4 d6 7. Cc3 Cc6 8. d5 Ca5 9. A3 Ce4 10. Cxe4 Axa1 11. Ceg5 c5 12. e4 fxe4 13. Ch4 Af6 14. Axe4 Axg5 15. Axg5 Tf6 16. Te1 Df8 17. Axf6 Dxf6 18. Af3 a6 19. De2 Rf8 20. Ag4 Axg4 21. Dxg4 A5 22. Te6 Da1+ 23. Rg2 Axc4 24. Df4+ Rg8 25. Cxg6 1–0